# Agua Dulce (comté de Nueces, Texas)
Pour les articles homonymes, voir Agua Dulce.
Agua Dulce est une municipalité américaine du comté de Nueces, au Texas. Au recensement de 2010, Agua Dulce comptait 812 habitants.